# Ehemaliges Munitionsdepot im Friesheimer Busch
Koordinaten: 50° 45′ 55″ N, 6° 47′ 48″ O
Das Naturschutzgebiet Ehemaliges Munitionsdepot im Friesheimer Busch liegt auf dem Gebiet der Stadt Erftstadt im Rhein-Erft-Kreis in Nordrhein-Westfalen. Das Gebiet erstreckt sich nordöstlich von Friesheim, einem Stadtteil von Erftstadt. Am östlichen Rand des Gebietes verläuft die Kreisstraße K 45 und südlich die Landesstraße L 33. Östlich direkt anschließend erstreckt sich das 87,0 ha große Naturschutzgebiet Friesheimer Busch.

## Bedeutung
Das etwa 52,0 ha große Gebiet wurde im Jahr 2003 unter der Schlüsselnummer BM-043 unter Naturschutz gestellt.